# 최욱경
최욱경(崔郁卿, 1940년 12월 22일~1985년 7월 16일)은 대한민국의 화가이다. 화려한 색채와 자유분방한 필치를 특징으로 추상표현주의를 구현하였다.

## 학력
- ~ 1959년:서울예술고등학교
- ~ 1963년:서울대학교 회화과 학사

## 경력
- 1968년 ~ 1971년:미국 프랭클린피어스대학 조교수
- 1977년 ~ 1978년:미국 위스콘신주립대학교 전임강사
- 1979년 ~ 1981년:영남대학교 회화과 부교수
- 1981년 ~ 1985년:덕성여자대학교 서양화과 교수